# Rosa Bailly
Pour les articles homonymes, voir Bailly.
Compléments
- Engagement en faveur de l'indépendance recouvrée de la Pologne

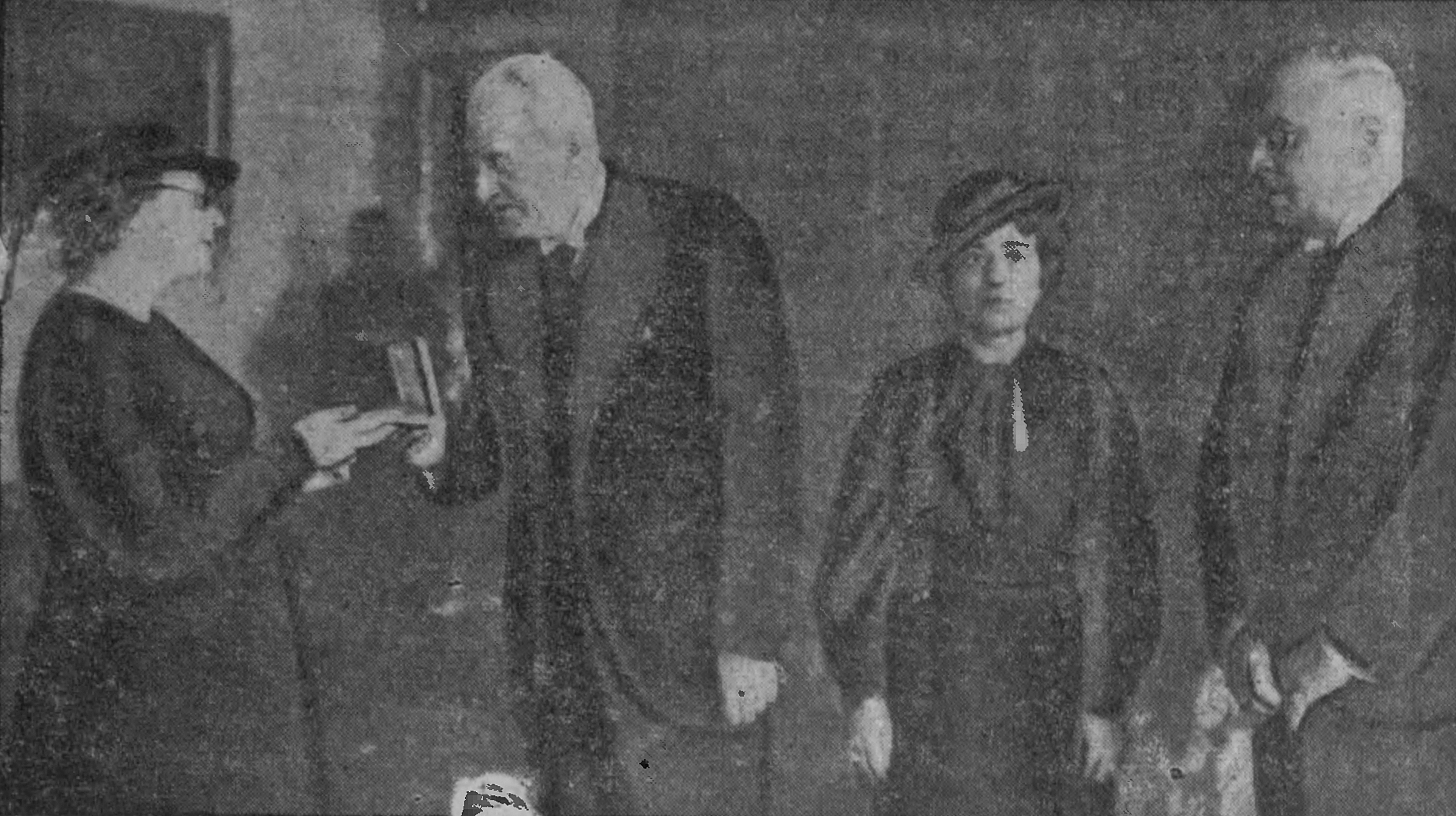

Rosa Bailly, née le 14 mars 1890 à Saint-Florent-sur-Cher et morte le 14 juin 1976 à Pau, connue aussi sous les noms de Rosa Dufour-Bailly et Aimée Dufour, est une professeure, journaliste, traductrice et femme de lettres française dont l’œuvre est largement consacrée à la Pologne.

## Biographie
Rosa Bailly est ancienne élève de l'École normale supérieure de Sèvres (1909).
Elle est connue notamment par ses fonctions à la tête de l'association "Les Amis de la Pologne" qu'elle a fondée à Paris en 1919 et dont elle a longtemps été la secrétaire générale ; le président était l'ethnologue et homme politique Louis Marin.
Elle a publié de nombreux ouvrages sur la Pologne et traduit des écrivains polonais, notamment Maria Konopnicka, Julian Tuwim, Kazimierz Przerwa-Tetmajer, Leopold Staff, Zofia Nałkowska, Zenon Przesmycki-Miriam, Stanisław Przybyszewski, Juliusz Kaden-Bandrowski, Wacław Berent, Karol Irzykowski, Piotr Choynowski, Bolesław Leśmian, Karol Hubert Rostworowski, etc.
Elle s'est beaucoup mobilisée pour la Pologne en 1921, lors du plébiscite autour de l'avenir de la Haute-Silésie. Au cours de la Seconde Guerre mondiale, elle a organisé l'aide aux prisonniers de guerre et aux soldats polonais en France.
Elle a également écrit et publié de nombreux poèmes sans liens avec la Pologne.
Une Exposition Rosa Bailly a été organisée à la Bibliothèque municipale de Pau (ville où elle a passé les dernières années de sa vie) en 1990.

## Distinctions
- 1936 :  Commandeur de l'Ordre Polonia Restituta[3],[5].
- 1937 : Prix Kornmann de l’Académie française
- Laures académiques de l'Académie polonaise de littérature[3]
- 1969 : Prix du PEN-Club polonais[3].
- Prix Francis Jammes

### Ses œuvres
liées à la Pologne
- 1926, 1928, 1939 : Histoire de l'amitié franco-polonaise
- 1924 : La Pologne renaît
- 1926 (?) : Comment se renseigner sur la Pologne, Union française des amis de la Pologne
- 1930 : L'Hommage de la France à Mickiewicz
- 1928, 1938 : Petite histoire de la Pologne
- 1920-1930 : Villes de Pologne 
  - 1920 : Vilno, ville polonaise
  - 1924 : À la gloire de Léopol 
  - 1927 : Une Ville polonaise : Bydgoszcz 
  - 1928 : Guide de Pologne : Poznań, Varsovie, Wilno, Cracovie, Léopol, Zakopane
- 1936 : Au cœur de la Pologne : Petites villes, châteaux, campagnes
- 1940 : Lettres aux Polonais  en France
- 1949 : Varsoviennes (traduction de Kobiety de Stanisława Kuszelewska)

Autres ouvrages
(pour ses œuvres poétiques voir http://www.lecerfvolant.fr/auteursdetail.php?au=83)
- 1934 : Fêtes de la terre I, Montagnes Pyrénées, Éd. de la Forge ,
- 1935 : Fêtes de la terre II, Alpes, Préface de Francis Jammes. Rodez
- 1937 : Fêtes de la terre III, Gavarnie, o merveille, Éd. de la Forge
- 1939 : Pastorale de la Maladette, Éd. de la Forge
- 1940 : La Flamme et la Rose - Poème, Éd. de la Forge
- 1940 : Pyrénées d'azur et de neige, Éditions G. Durassié
- 1951 : L'Archange et les mirages : Poème du Mont Saint Michel, Cahiers poétiques de Matines
- 1955 : La Tombe de ma mère, Éditions G. Durassié
- 1957 : Portes du Paradis, Unimuse
- 1960 : De Fête en Fête : Tyrol, Anjou, Océan, Éditions G. Durassié
- 1961 : Qu'on est heureux sur les quais de Paris, Éditions G. Durassié
- 1962 : Toute la joie du monde, Éditions G. Durassié
- 1963 : Hautes solitudes, Éditions G. Durassié
- 1967 : Le Plus tendre sourire, Éditions G. Durassié
- 1969 : Victoire sur le cancer Genève, Éditions du Mont-Blanc, Paris, Payot (Avant-propos de Maryse Choisy)
- 1970 : Aventures aux Pyrénées espagnoles, Tarbes, Société pyrénéenne d'éditions et d'imprimerie
- 1974 : Le Voyage en Grèce, Éditions G. Durassié
- 1974 : Giroflées des vieux murs, Éditions G. Durassié

### Sur elle
- Mieczysława Wazdrag-Parisot, Rosa Bailly et la Pologne, Université de Paris-Sorbonne, 1980
- Anita Plytarz, « Rosa Bailly, sa vie et ses liens d’amitié tissés avec la Pologne » in Synergies Pologne, revue du Gerflint, Cracovie, 2006[6]
- Tadeusz Edward Domański, Rosa Bailly  : Wielka Francuzka o polskim sercu, Lublin, Norbertinum, 2003
- Małgorzata Nossowska, O Francuzce, która pokochała Polskę. Rosa Bailly i stowarzyszenie “Les Amis de la Pologne”, Lublin, Université Marie Curie-Skłodowska, 2012  (ISBN 978-83-7784-092-4)

Des portraits d'elle ont été réalisés par les peintres Nina Alexandrowicz, Zbigniew Więckowski (huile) et Maja Berezowska (aquarelle). Le sculpteur François Black a fait un buste qui se trouve à la Bibliothèque polonaise de Paris.